# Monument McKinley

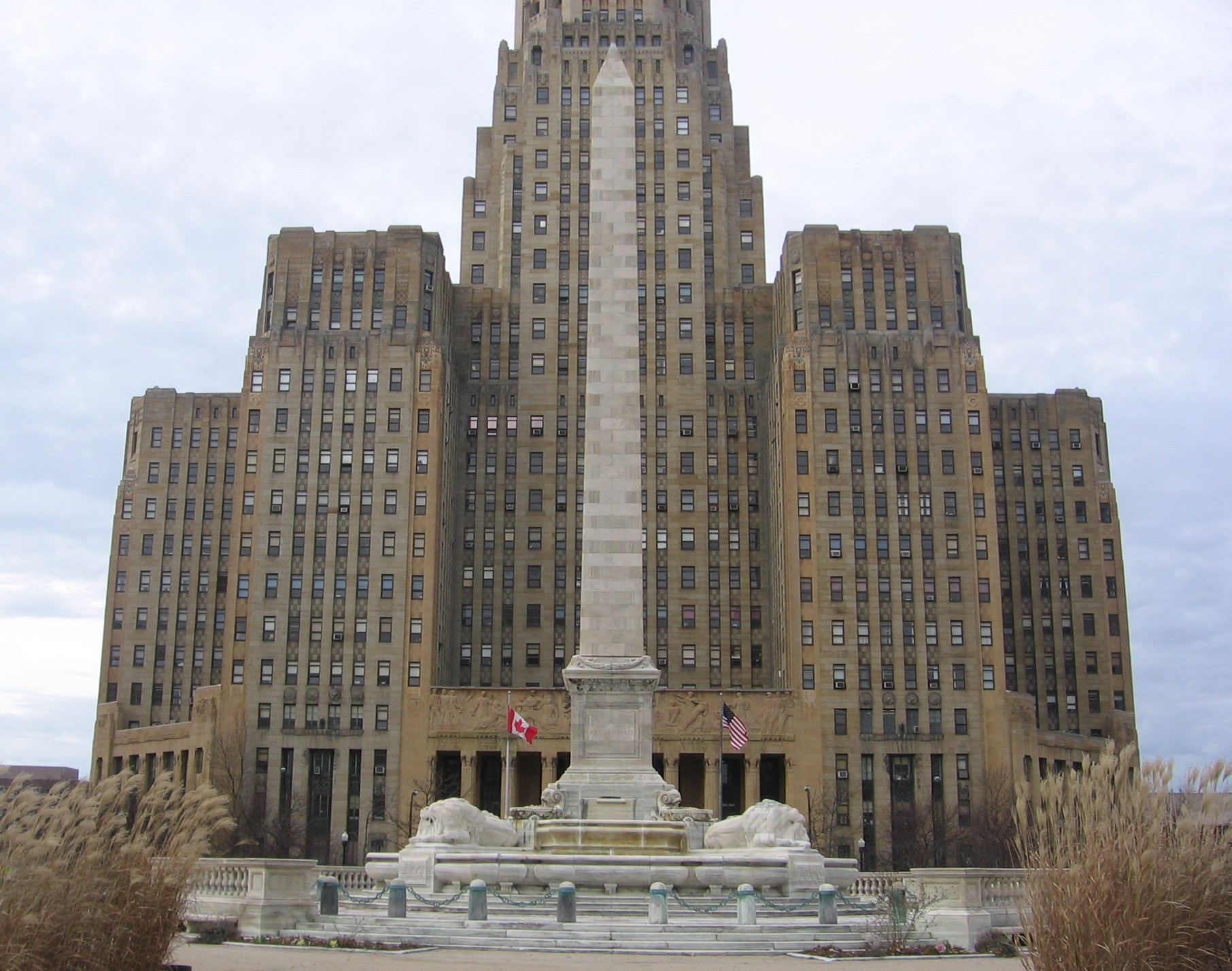
Le monument Mckinley avec l'hôtel de ville de Buffalo en arrière-plan

Le monument McKinley, composé d'une fontaine et d'un obélisque de 29 mètres de haut, se trouve au centre de Niagara Square à Buffalo dans l'État de New York. Il fut érigé en mémoire du président William McKinley, assassiné dans cette ville, le 6 septembre 1901. Le monument, commandé par l'État de New York fut inauguré le 6 septembre 1907.

## Source
- McKinley Monument in Francis R. Kowsky, Buffalo architecture : a guide, Cambridge, Mass. : MIT Press, 1981.  (ISBN 9780262021722)